# Prolaktin
Prolaktin oder Prolactin (PRL), auch laktotropes Hormon (LTH), Lactotropin oder Laktotropin genannt, ist ein Hormon, das in den laktotropen Zellen (azidophil, ca. 20 % der Adenohypophyse) im Hypophysenvorderlappen gebildet wird und vor allem für das Wachstum der Brustdrüse im Verlauf der Schwangerschaft und für die Milchsekretion (Laktation) während der Stillzeit verantwortlich ist. Es  besitzt ferner psychische Funktionen. Bei der Hündin ist Prolaktin in der zweiten Hälfte des Zyklus (auch in der Trächtigkeit) für den Erhalt des Gelbkörpers zuständig.

## Struktur
Die Primärstruktur des humanen Prolaktins besteht aus 198 Aminosäuren mit einer Molekülmasse von 22892 Dalton. Die Tertiärstruktur des Polypeptids wird durch drei Disulfidbrücken bestimmt. Es besteht eine strukturelle Ähnlichkeit zu Somatotropin.
Der Genlocus befindet sich auf dem Chromosom 6.

## Funktion
Dieses Hormon stimuliert Wachstum und Differenzierung der Brustdrüse während der Schwangerschaft und führt zur Milchproduktion (Laktation) im Verlauf der Stillzeit bei Säugetieren. Prolaktin unterdrückt auch den Follikelsprung (Eisprung), da die pulsatile (nicht aber basale) Ausschüttung der dafür notwendigen Gonadotropine (LH und FSH) gehemmt wird. Beim Menschen ist diese erst seit den 1990er Jahren genauer erforschte schwangerschaftsverhütende Wirkung (Laktationsamenorrhö-Methode) abhängig von Dauer und Häufigkeit des Stillens.
Prolaktin löst bei allen bislang darauf untersuchten Säugetierarten sowie bei vielen anderen Wirbeltieren Brutpflegeverhalten aus, und zwar sowohl bei Weibchen als auch bei Männchen, wenn sie an der Brutpflege beteiligt sind. Auch beim Menschen ist kurz vor der Geburt des Kindes  beim Lebensgefährten der Schwangeren ein Anstieg des Prolaktin-Spiegels festzustellen, allerdings ein deutlich niedrigerer als bei den Müttern.
Beim europäischen Aal (Anguilla anguilla) wird durch das Prolaktin eine Umstellung des Kiemenepithels reguliert. Dadurch passt sich der Aal den unterschiedlichen osmotischen Umgebungen des Meerwassers bzw. Süßwassers während seiner katadromen Wanderung an (siehe auch Handlungsbereitschaft).

## Produktion
Die Ausschüttung von Prolaktin wird durch Botenstoffe aus dem Hypothalamus geregelt und erfolgt in einem (nicht sehr ausgeprägten) zirkadianen Tag-Nacht-Rhythmus vermehrt während der zweiten Nachthälfte. Die Prolaktinausschüttung unterliegt dabei einem komplexen Zusammenspiel mehrerer Faktoren, wobei die Hemmung durch den Neurotransmitter Dopamin (= Prolaktostatin) als wesentlicher Kontrollmechanismus gilt. Aus diesem Grund werden Dopaminagonisten (z. B. Mutterkornalkaloide) als Mittel der Wahl bei prolaktinproduzierenden Tumoren (siehe unten) eingesetzt, da sie nicht nur zu einer Senkung der Prolaktinkonzentration im Blutserum führen, sondern meistens auch die Tumorgröße signifikant verringern. Im Gegensatz zu Dopamin wirken andere hypothalamische Faktoren stimulierend auf die Prolaktinfreisetzung, wie etwa TRH, VIP, Angiotensin II, endogene Opioide, Oxytocin und das hypothetische Prolaktin-Releasing-Hormon (PRH), dessen Vorhandensein allerdings bisher nicht nachgewiesen werden konnte. Bis heute wurde allerdings kein Hormon entdeckt, dessen primäre Wirkung in der Stimulation der Prolaktinfreisetzung besteht. Das PRH ist daher nur eine Hypothese. Weiterhin wird die Ausschüttung durch Stress, Non-REM-Schlaf und Unterzuckerung gefördert. Dies hat insofern praktische Bedeutung, als eine erhöhte Prolaktinkonzentration im Blut (z. B. im Rahmen einer ausgeprägten Schilddrüsenunterfunktion) den Eisprung verhindern bzw. hinauszögern kann (siehe oben).
Auch die Umgebungstemperatur hat einen erheblichen Einfluss auf den Prolaktinspiegel. Mit steigender Temperatur nimmt dieser zu, während er bei sinkender Temperatur abnimmt. Die Umgebungsfeuchtigkeit hat jedoch keinerlei Auswirkungen.

### Überproduktion
Ein erhöhter Prolaktin-Wert führt häufig zum Ausbleiben des Eisprungs und Ausbleiben der Menstruation bei der Frau.
Bei Milchfluss oder Störungen des weiblichen Zyklus bei einer Frau, die nicht stillt, sollte der Prolaktinwert bestimmt werden. Auch vor jeder Operation eines Tumors der Hypophyse wird der Prolaktinwert bestimmt, um zu ermitteln, ob es sich um ein Prolaktinom handelt. Bei Prolaktinomen zeigt eine medikamentöse Therapie oft Erfolg und eine Operation ist überflüssig.
Ein andauernd erhöhter Prolaktinwert deutet auf verschiedene Störungen und Krankheiten hin. Man bezeichnet ihn als Hyperprolaktinämie. Bei (erwachsenen) Männern liegt der Normalwert (♂) für Prolaktin unter 15 ng/ml.
- Normalwert (♀): 2–25 ng/ml
- Graubereich (♀): 25–200 ng/ml
- eindeutig pathologisch: > 200 ng/ml

Ein Prolaktinwert im Graubereich (25–200 ng/ml) wird festgestellt während der Stillphase, bei Schilddrüsenunterfunktion, bei der Einnahme unterschiedlicher Medikamente (insbesondere von Neuroleptika wie Amisulprid und Risperidon beziehungsweise Drogen wie Cannabis), bei neurogenen (z. B. sicher erhöht nach epileptischen Anfällen) und psychiatrischen Störungen, Reizung von Thoraxnerven, z. B. bei Herpes zoster, Endometriose, akuten und chronischen physischen und psychischen Stresssituationen, in der Schwangerschaft, nach einem Orgasmus, nach intensiven Manipulationen der Brust, nach eiweißreicher Nahrung und bei hohem Bierkonsum.
Bei einem Wert, der 200 ng/ml übersteigt, ist vom Vorliegen eines Tumors der Hypophyse (Prolaktinom) auszugehen. Ein Prolaktinom kann zu sekundärem Hypogonadismus führen, da hohe Prolaktinspiegel die pulsierende Sekretion der Geschlechtshormone LH und FSH stören.
Im Rahmen der Brustkrebsbehandlung ist ein niedriger Prolaktinspiegel wünschenswert, da Prolaktin das Tumorwachstum fördern kann.